# Frank Sheridan (pianiste)
Frank Sheridan (New York, 1er mai 1898 – New York, 15 avril 1962) est un pianiste américain.

## Biographie
Il étudie le piano avec Harold Bauer et fait ses débuts en 1924 accompagné par le Orchestre philharmonique de New York. En 1929 et 1930, il se produit en Europe : Londres, Paris, Berlin, Vienne et Milan. Il est ensuite enseignant à la Mannes College of Music (en) puis à l'Université Columbia.
Il se produit en tant que musicien de chambre, avec le Quatuor Coolidge, le Quatuor Kroll, le Quatuor Gordon, le Quatuor Stradivarius et avec l'altiste Lillian Fuchs et son frère Joseph Fuchs, violoniste ; les violoncellistes Leonard Rose, Bernard Greenhouse et Emanuel Feuermann. Il joue Brahms, Beethoven, mais aussi la Sonate pour piano de Samuel Barber.
Parmi ses élèves, figurent Sondra Bianca, Christian Steiner, John Eaton.
Il était d'abord marié avec la cantatrice Elizabeth Poole-Jones. Leur fille, Elizabeth Ann, née en 1929, est l'actrice Liz Sheridan,, surnommée Dizzy. Sa seconde épouse était Adrienne Anderson.

## Enregistrements
- Grieg – Sonates pour violon nos 1 & 3, op. 8 & 45 - Joseph Fuchs, violon (mai/juin 1951, LP Decca DL 9571)

Frank Sheridan a effectué quelques « enregistrements » sur piano mécanique : 
- Chasins, Flirtation in a Chinese Garden ; Rush Hour in Hong Kong (Ampico 6563)
- Grieg, Suite de Peer Gynt no 1, op. 46 no 1 : Au matin (Ampico 7013)
- Tchaïkovski, Suite de casse-noisette, op. 71a : Miniature ouverture, Marche ; Chinese Dance ; danses des jouets ; Divertissement (acte 2) (Ampico 6960-62)
- Schumann/Liszt, Widmug (Ampico 90061)
- Meyer-Helmond, Nocturne, op. 28 no 1 (Duo-Art 6256)